# Michael Gonzi
Sir Michael Gonzi, detto Mikiel (Birgu, 13 maggio 1885 – Pietà, 22 gennaio 1984), è stato un arcivescovo cattolico maltese.

## Biografia
Nato a Birgu, l'antico nome di Vittoriosa il 13 maggio 1885, fu ordinato sacerdote nel 1908.
Il 20 luglio 1924 fu consacrato vescovo di Gozo per l'imposizione delle mani del vescovo di Malta, Mauro Caruana, coconsacranti i vescovi Giovanni Maria Camilleri, suo predecessore a Gozo, e Angelo Portelli, vescovo ausiliare di Malta.
Il 14 ottobre 1943 divenne vescovo coadiutore di Malta con diritto di successione, avvenuta il 17 dicembre successivo, poco prima che la stessa diocesi diventasse sede arcivescovile e metropolitana (gennaio 1944).
Partecipò, come padre conciliare, a tutte e quattro le sessioni del Concilio Vaticano II.
Il 4 febbraio 1962 divulgò una lettera pastorale sulle imminenti elezioni politiche. Avvertì gli elettori che avevano il dovere di utilizzare i voti per aiutare quei partiti che sostenevano la Chiesa. Tuttavia, quasi 51.000 Maltesi (34%) votarono per il partito laburista, che nelle successive elezioni del 1966 incrementò i propri voti di 11.000 unità, arrivando al 43% dei consensi.
Resse l'arcidiocesi per trentatré anni, i primi sei mesi da vescovo, il resto del tempo da arcivescovo fino al 29 novembre 1976, quando lasciò l'incarico a 91 anni.
Morì a Pietà il 22 gennaio 1984 all'età di 98 anni e venne sepolto all'interno della cattedrale di San Paolo.

## Genealogia episcopale e successione apostolica
La genealogia episcopale è:
- Cardinale Scipione Rebiba
- Cardinale Giulio Antonio Santori
- Cardinale Girolamo Bernerio, O.P.
- Arcivescovo Galeazzo Sanvitale
- Cardinale Ludovico Ludovisi
- Cardinale Luigi Caetani
- Cardinale Ulderico Carpegna
- Cardinale Paluzzo Paluzzi Altieri degli Albertoni
- Papa Benedetto XIII
- Papa Benedetto XIV
- Papa Clemente XIII
- Cardinale Bernardino Giraud
- Cardinale Alessandro Mattei
- Cardinale Pietro Francesco Galleffi
- Cardinale Giacomo Filippo Fransoni
- Cardinale Carlo Sacconi
- Cardinale Edward Henry Howard
- Cardinale Mariano Rampolla del Tindaro
- Cardinale Rafael Merry del Val
- Arcivescovo Mauro Caruana, O.S.B.
- Arcivescovo Michael Gonzi

La successione apostolica è:
- Vescovo Joseph Pace (1944)
- Vescovo Francis Xavier Fenech, O.F.M.Cap. (1954)
- Vescovo Leo Tigga, S.I. (1962)
- Vescovo Eric Benjamin (1962)
- Vescovo Redento Maria Gauci, O.Carm. (1967)
- Arcivescovo Emanuele Gerada (1967)
- Arcivescovo Joseph Mercieca (1974)